# Veltem-Beisem
Veltem-Beisem is een plaats in de Belgische provincie Vlaams-Brabant en een deelgemeente van Herent. Het was een zelfstandige gemeente tot aan de gemeentelijke herindeling van 1977. Het huidige dorp is gegroeid uit de versmelting van de dorpen Veltem en Beisem. De oostkant van het dorpscentrum is Veltem, de westkant Beisem. Veltem-Beisem ligt zo'n drie kilometer ten westen van het dorpscentrum van Herent. In het uiterste noorden van de deelgemeente strekt ook het Kampenhoutse dorp Buken zich wat uit over het grondgebied van Veltem-Beisem.

## Geschiedenis
De dorpen Veltem en Beisem lagen op minder dan een kilometer van elkaar, maar kenden toch lang een afzonderlijke geschiedenis. De oostelijke parochie Veltem behoorde vroeger tot het bisdom Luik. De westelijke parochie Beisem behoorde vroeger tot het bisdom Kamerijk. De Ferrariskaart uit de jaren 1770 toont de aan elkaar groeiende dorpen Beyssem en Velthem. Ten zuiden liep de steenweg van Brussel naar Leuven.
Op het eind van het ancien régime werden Veltem en Beisem beide een gemeente. In het noorden van de gemeente ligt het gehucht Beneden-Veltem, vlak bij het dorpscentrum van Buken waartoe het parochiaal behoort. In 1826 werden onder Nederlandse bewind de aparte gemeenten opgeheven en verenigd in de nieuwe gemeente Veltem-Beisem. De gemeenteraad wou in 1832 de gemeente weer opsplitsen, maar dit werd niet goedgekeurd door de hogere overheid.
In de tweede helft van de 19de eeuw kwam in zuiden van Veltem-Beisem ook de spoorlijn Brussel-Leuven te liggen. Zowel aan Veltemse als aan Beisemse kant werd een halte geopend.
In de loop van de 20ste eeuw vergroeiden de plaatsen verder tot een dorp. Bij de gemeentelijke fusies van 1977 werd Veltem-Beisem een deelgemeente van Herent.

## Demografische ontwikkeling
- Bronnen:NIS, Opm:1831 tot en met 1970=volkstellingen; 1976 = inwoneraantal op 31 december

## Bezienswaardigheden

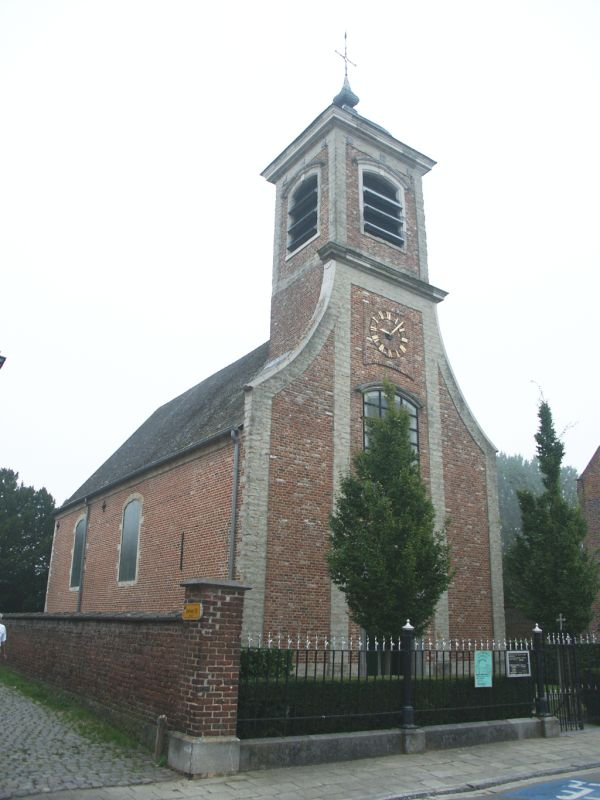
Sint-Michielskerk van Beisem

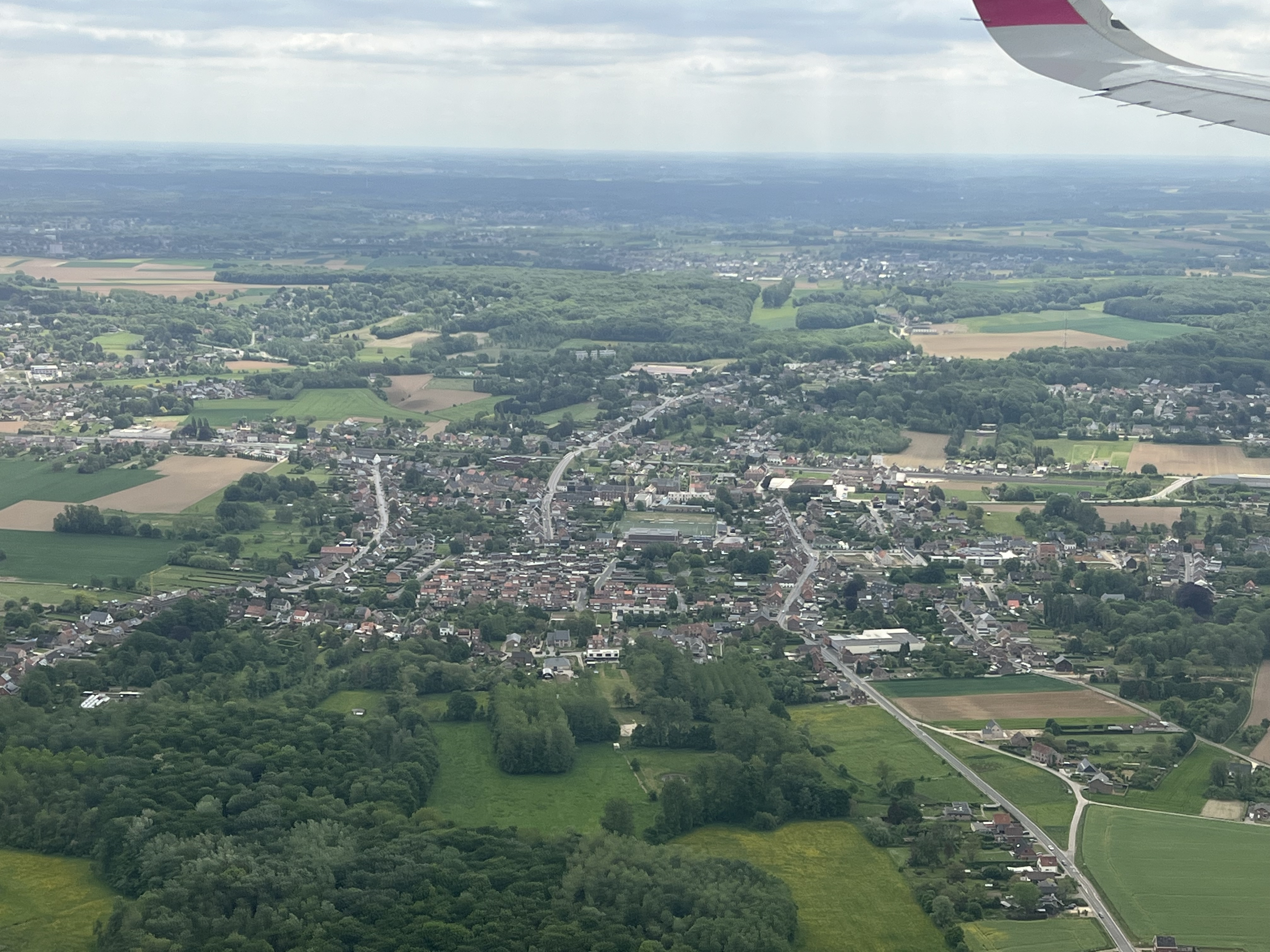
Luchtfoto van Veltem-Beisem, gemaakt in mei 2022

- de Belgische militaire begraafplaats van Veltem, waar meer dan 900 Belgische militairen die sneuvelden in de Eerste Wereldoorlog rusten
- de Sint-Michielskerk van Beisem
- de Sint-Laurentiuskerk van Veltem
- het Kastanjebos

## Onderwijs
In Veltem-Beisem staat de gemeenteschool van Herent, genaamd Toverveld. De vrije basisschool van Veltem-Beisem heet Pastoor De Clerck. De naam is afgeleid van Petrus Jacobus De Clerck.
In 2019 werd een project gelanceerd om een eerstegraad middelbare school naast het klooster op het Dorpsplein te bouwen. Oorspronkelijk zou deze school in 2021 kunnen openen, maar door de coronapandemie heeft dit wat vertraging opgelopen. Volgens de nieuwe planning kunnen jonge Herentenaren vanaf september 2022 naar het eerste en tweede middelbaar in hun eigen gemeente.

## Sport
Voetbalclub FC Hoger-Op Veltem is aangesloten bij de KBVB en speelt er in de provinciale reeksen. Damesvoetbalclub Miecroob Veltem speelt in de Eerste Klasse van het damesvoetbal.

## Verkeer en vervoer
Door het zuiden van Veltem-Beisem loopt van west naar oost de N2, de steenweg Brussel-Leuven. Door het uiterste noorden van het grondgebied loopt de N26, de steenweg Mechelen-Leuven.
Enigszins parallel met de N2 loopt ook Spoorlijn 36 van Brussel naar Leuven. Op deze spoorlijn bevindt zich het Station Veltem. Het Station Beisem werd gesloten.

## Geboren
- Antoon Uytterhoeven (1930-2001), atleet